# Can Duc (Aiguaviva)
Can Duc és una masia del municipi d'Aiguaviva (Gironès) inclosa en l'Inventari del Patrimoni Arquitectònic de Catalunya.

## Descripció
És una masia situada prop del nucli antic amb llinda de fusta i finestres d'estil gòtic que, sense ornamentació, corresponen a diferents èpoques. Forjats plans. Les parets de l'interior són de pedra. Interessant el ràfec de la teula. Llurs murs són de pedra volcànica. L'última reforma data del 1933.